# 米开朗琪罗与教皇的天花板
《米开朗琪罗与教皇的天花板》（Michelangelo and the Pope's Ceiling）是加拿大作家罗斯·金的一本著作，2002年出版。2003年，它获得了加拿大总督文学奖和美国国家书评人协会奖的提名。

## 概述
教宗儒略二世委托米开朗基罗，为罗马西斯汀小堂的天花板画上湿壁画。但是米开朗基罗几乎没有画湿壁画的经验，虽然他最初并不情愿，后来又与儒略二世产生分歧，但仍然坚持了下来。罗斯·金讲述了在完成壁画过程中的许多传说（1965年美国电影《痛苦与狂喜》（The Agony and the Ecstasy）中也有表现）。